# 石川県立七尾特別支援学校
石川県立七尾特別支援学校（いしかわけんりつ ななおとくべつしえんがっこう）は、石川県七尾市下町にある公立特別支援学校。知的障害が対象。

## 概要

### 所在地
- 石川県七尾市下町己部54

### 沿革
- 1979年（昭和54年）4月 - 石川県立七尾養護学校開設。[1]
- 2005年（平成17年）4月 - 珠洲分校開設。
- 2008年（平成20年）4月 - 輪島分校開設。
- 2010年（平成22年）4月 - 石川県立七尾特別支援学校に校名変更。
- 2024年（令和6年）1月1日 - 令和6年能登半島地震の揺れで駐車場が隆起及び亀裂が入るなどの被害を受ける[2]。

## 石川県立七尾特別支援学校珠洲分校
石川県立七尾特別支援学校珠洲分校（いしかわけんりつ ななおとくべつしえんがっこう すずぶんこう）は、石川県珠洲市宝立町鵜飼にある公立特別支援学校。知的障害が対象。

### 所在地
- 石川県珠洲市宝立町鵜飼6-20

### 沿革
- 2005年（平成17年）4月 - 旧珠洲市立本小学校に石川県立七尾養護学校珠洲分校を開設。
- 2010年（平成22年）4月 - 石川県立七尾特別支援学校珠洲分校に校名変更。
- 2013年（平成25年）1月 - 石川県立飯田高等学校宝立校舎内に移転。[3]

## 石川県立七尾特別支援学校輪島分校
石川県立七尾特別支援学校輪島分校（いしかわけんりつ ななおとくべつしえんがっこう わじまぶんこう）は、石川県輪島市門前町広岡にある公立特別支援学校。知的障害が対象。

### 所在地
- 石川県輪島市門前町広岡5-3

### 沿革
- 2008年（平成20年）4月 - 旧輪島市立本郷小学校に石川県立七尾養護学校輪島分校を開設。[4]
- 2010年（平成22年）4月 - 石川県立七尾特別支援学校輪島分校に校名変更。
- 2017年（平成29年）4月 - 石川県立門前高等学校の校舎内に移転。[5]